# Х-555
Х-555 (кирилична «Х» у назві) — російська стратегічна авіаційна крилата ракета, яка є вдосконаленою версією радянської Х-55. Носіями ракети є стратегічні бомбардувальники Ту-95, Ту-160.

## Історія
Одразу після прийняття на озброєння Х-55, у Росії почали розробляти її модернізацію Х-55СМ зі збільшеною дальністю. Саме на основі Х-55СМ з початку 90-х створювалась Х-555. Розробка цієї ракети тривала до середини 2000-х років, на озброєння її прийняли лише у 2010 році. 

## Опис
Х-555 відрізняється від Х-55 новою системою керування. Система навігації АРГСН, ГІСУ (інерціальна автокореляційна з корекцією по рельєфу і супутникова навігація).
Ракета Х-555 здійснює політ на дозвукових швидкостях на гранично малих висотах з огинанням рельєфу місцевості. Ракета призначена для застосування проти стратегічно важливих стаціонарних наземних цілей із заздалегідь відомими координатами.
Маса бойової частини – 410 кілограмів, дальність польоту – 2000 кілометрів (2500 з додатковими баками), швидкість польоту – 720 – 830 кілометрів на годину, КІВ – 20 метрів.

## Бойове застосування
Застосовується російськими військами під час повномасштабного вторгнення РФ в Україну.